# Tripoulin
Der Tripoulin ist ein kleiner Fluss in Frankreich, der im Département Sarthe in der Region Pays de la Loire verläuft. Er entspringt im Gemeindegebiet von Bonnétable, im Waldgebiet Forêt de Bonnétable, entwässert im Oberlauf durch ein Tal mit vielen Fischteichen generell in westlicher Richtung, durchquert das Ortsgebiet von Bonnétable, wendet sich sodann nach Norden und mündet nach insgesamt rund 16 Kilometern im Gemeindegebiet von Courcival als linker Nebenfluss in die Orne Saosnoise.

## Orte am Fluss
(Reihenfolge in Fließrichtung)
- Le Gage, Gemeinde Bonnétable
- Bonnétable
- La Furetière, Gemeinde Briosne-lès-Sables
- Terrehault
- Courcival

## Sehenswürdigkeiten
- Église d’Aulaines, Kirche mit Ursprüngen aus dem 12. Jahrhundert am Flussufer bei Bonnétable – Monument historique[4]
- Château de Bonnétable, Schloss mit Ursprüngen aus dem 15. Jahrhundert am Flussufer bei Bonnétable – Monument historique[5]
- Château de Courcival, Schloss aus dem 17. Jahrhundert am Flussufer bei Courcival – Monument historique[6]

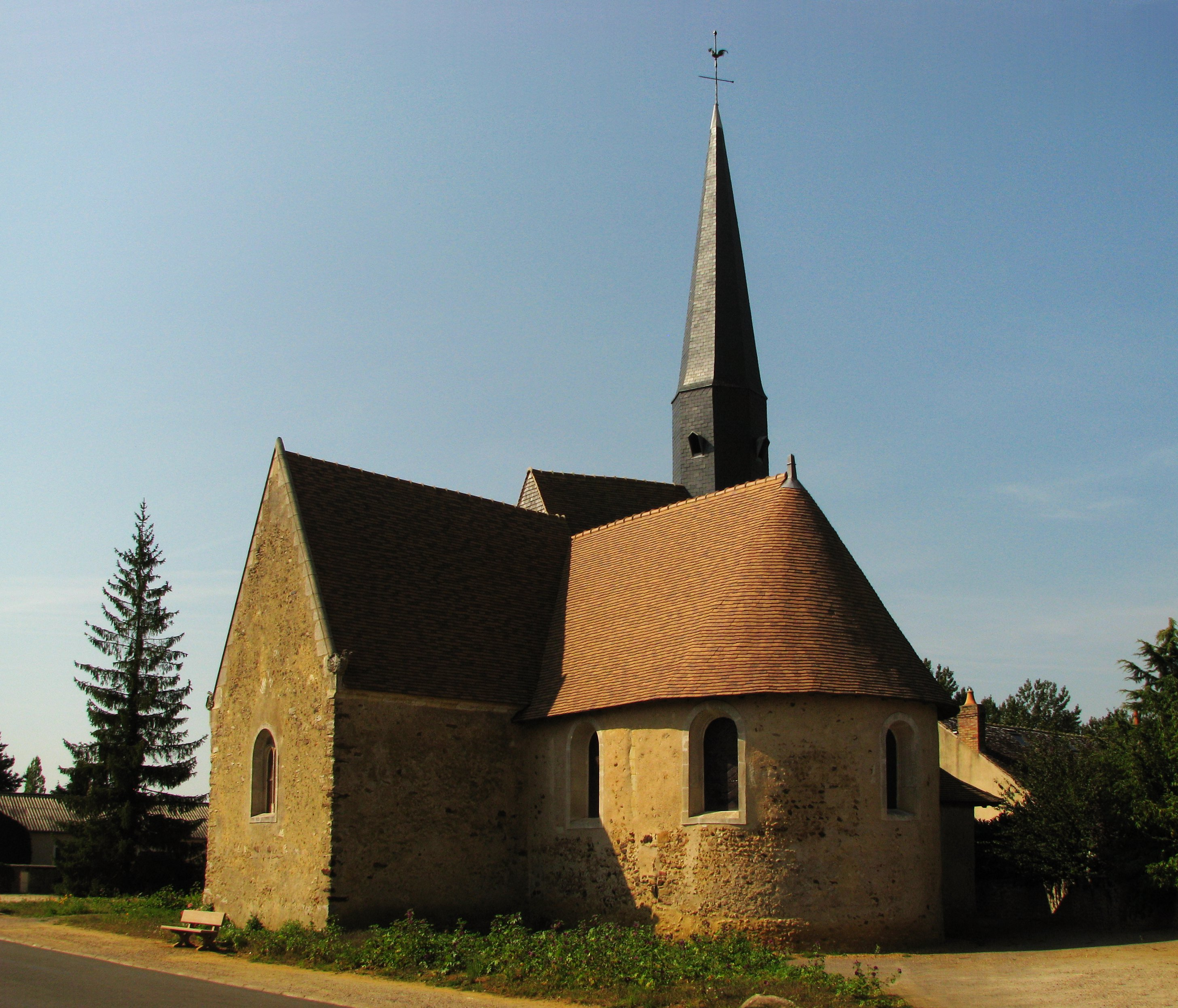
Église d’Aulaines
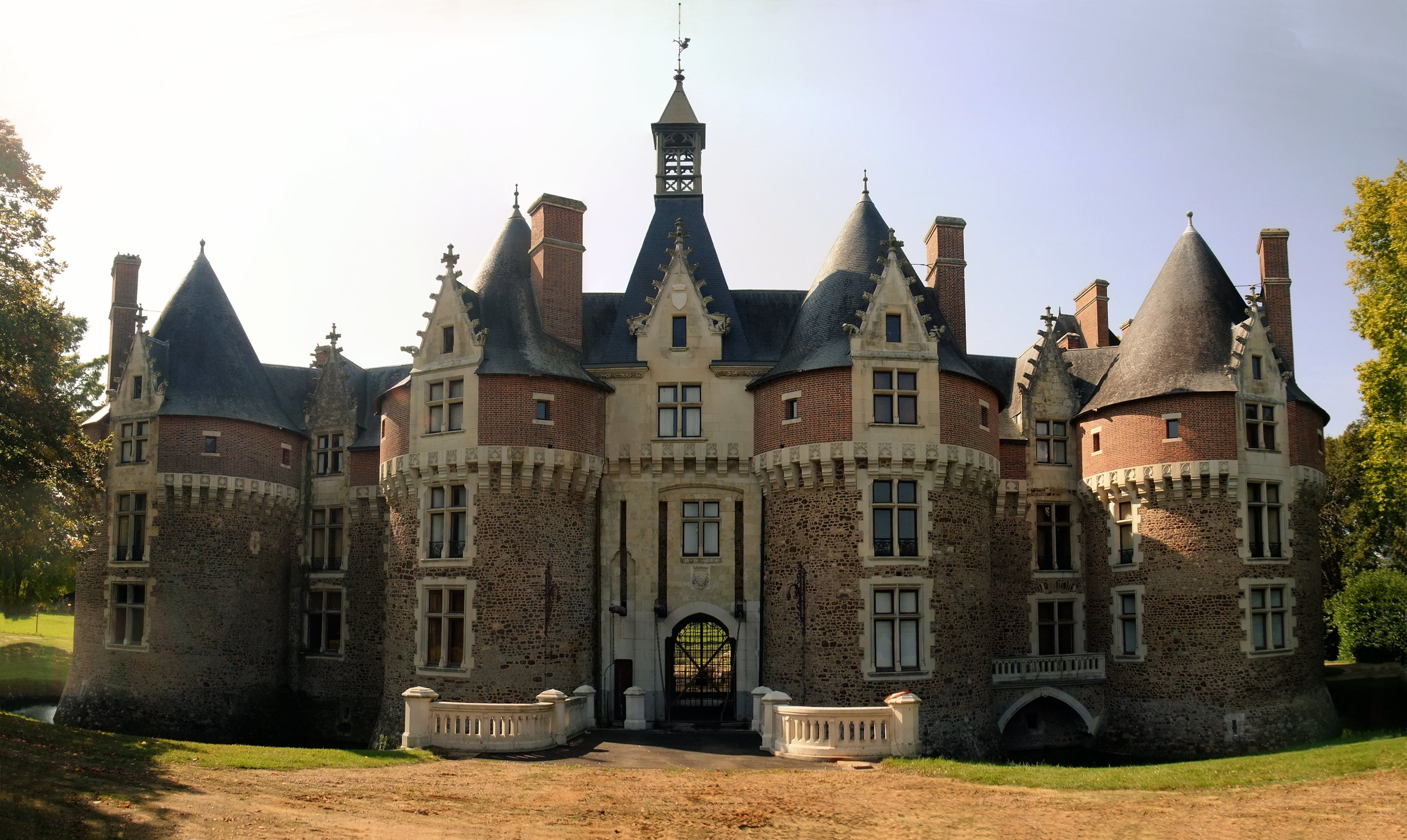
Château de Bonnétable
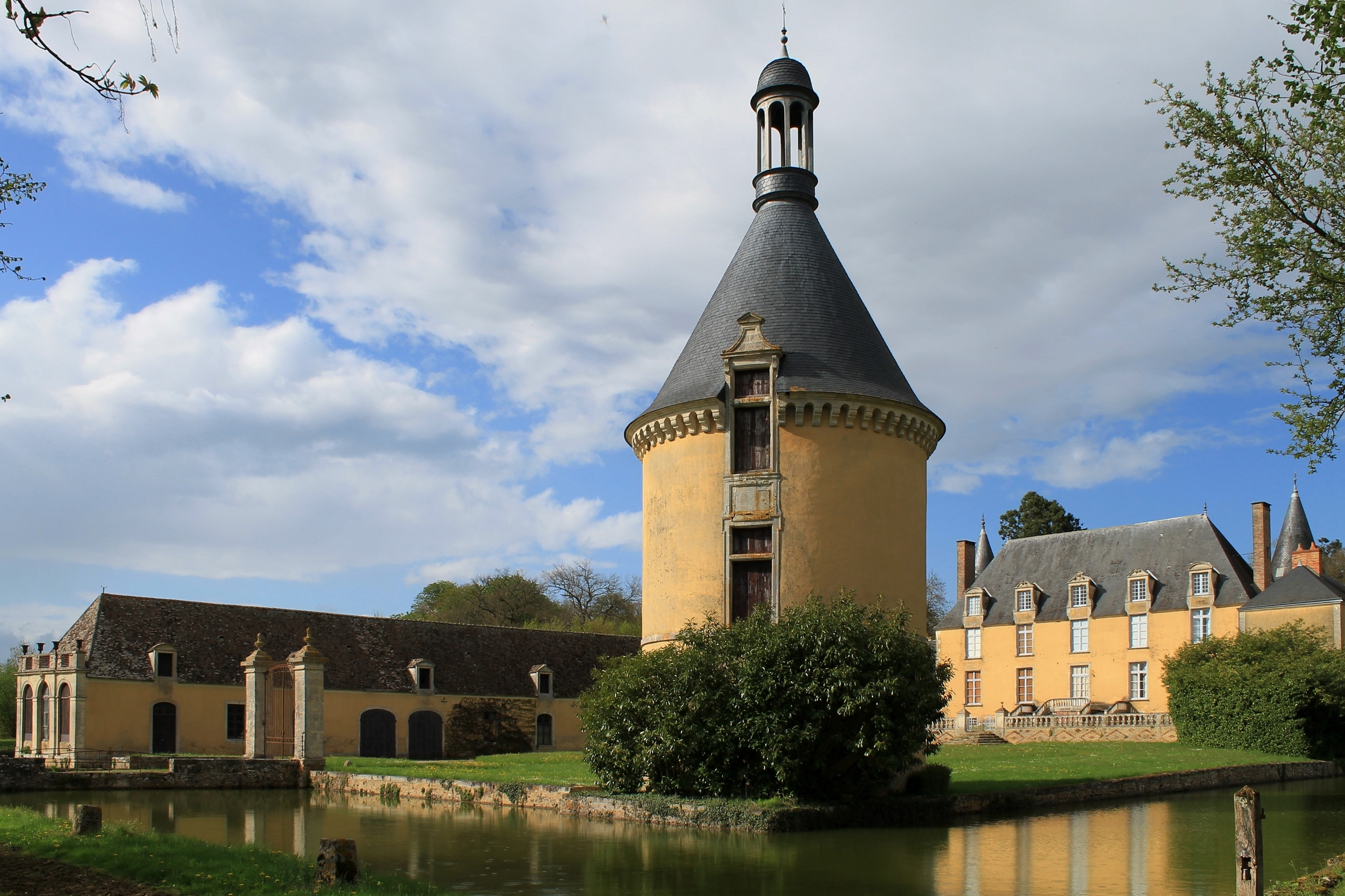
Château de Courcival